# Championnat de Malte de football 2019-2020
Navigation
Saison 2018-2019 Saison 2020-2021
| \| La Valette Hibernians Gżira Ħamrun Sliema Balzan Birkirkara Floriana Mosta Senglea Sirens Gudja Santa Lucia \| Localisation des clubs engagés dans le championnat. |
| La Valette Hibernians Gżira Ħamrun Sliema Balzan Birkirkara Floriana Mosta Senglea Sirens Gudja Santa Lucia                                                           |

La saison 2019-2020 de Premier League Maltaise (appelée BOV Premier League pour des raisons de parrainage) est la 105e édition du championnat de Malte de football. Le plus haut niveau du football maltais, organisé par la Malta Football Association, oppose cette saison quatorze clubs en une série de  matchs aller et retour au sein d'une poule unique.
Le tenant du titre, Valletta FC, défendra son 25e titre. Le douzième de la saison passée,St. Andrews FC a perdu son match de barrage contre le troisième de seconde division St. Lucia FC. Les deux derniers, Qormi FC et Pietà Hotspurs, sont relégués en First Division et remplacés cette saison par Sirens FC  et Gudja United.
Le 12 mars, la MFA annonce qu'elle suspend la compétition pour 10 jours en raison de la pandémie de coronavirus. Le 17 mars, la suspension est prolongée au 5 avril, puis prolongée à une date indéfinie le 30 mars.
Le championnat est finalement définitivement arrêté le 18 mai 2020 ; le titre et les qualifications européennes sont attribuées le 25 mai 2020 selon le classement arrêté à la 20e journée et les relégations sont annulées.
Le Floriana FC remporte ainsi son 26e titre, rejoignant ainsi le Sliema Wanderers FC en tant que club le plus titré du pays.

## Équipes participantes
Légende des couleurs
- Ligue des champions 2019-2020
- Ligue Europa 2019-2020
- Promu de First division 2018-2019

| Club                | Classement 2018-2019 |
| ------------------- | -------------------- |
| Valletta FC         | 1er                  |
| Hibernians FC       | 2e                   |
| Gzira United FC     | 3e                   |
| Hamrun Spartans FC  | 4e                   |
| Sliema Wanderers FC | 5e                   |
| Balzan FC           | 6e                   |
| Birkirkara FC       | 7e                   |
| Floriana FC         | 8e                   |
| Mosta FC            | 9e                   |
| Senglea Athletic    | 10e                  |
| Tarxien Rainbows FC | 11e                  |
| Sirens FC           | 1er (First division) |
| Gudja United        | 2e (First division)  |
| St. Lucia FC        | 3e (First division)  |

## Compétition

### Format
Chacune des quatorze équipes participant au championnat s'affronte en une série de  matchs aller et retour au sein d'une poule unique. Le douzième  dispute un match de barrage contre le troisième de seconde division. Les 13e et 14e sont relégués en First division.

### Classement
Les équipes sont classées selon leur nombre de points, lesquels sont répartis comme suit : trois points pour une victoire, un point pour un match nul et zéro point pour une défaite. Pour départager les égalités, les critères suivants sont utilisés :
1. Match d'appui disputé sur terrain neutre pour les places européennes ou le titre de champion
2. Différence de buts particulière
3. Différence de buts générale
4. Nombre de buts marqués

| \| Rang \| Équipe \| Pts \| J \| G \| N \| P \| Bp \| Bc \| Diff \| \| ---- \| ------------------- \| --- \| -- \| -- \| - \| -- \| -- \| -- \| ---- \| \| 1 \| Floriana FC \| 41 \| 20 \| 12 \| 5 \| 3 \| 38 \| 15 \| +23 \| \| 2 \| Valletta FC T S \| 38 \| 20 \| 11 \| 5 \| 4 \| 32 \| 22 \| +10 \| \| 3 \| Hibernians FC \| 37 \| 20 \| 11 \| 4 \| 5 \| 34 \| 20 \| +14 \| \| 4 \| Sirens FC P \| 35 \| 20 \| 10 \| 5 \| 5 \| 30 \| 26 \| +4 \| \| 5 \| Birkirkara FC \| 33 \| 20 \| 9 \| 6 \| 5 \| 30 \| 20 \| +10 \| \| 6 \| Gzira United FC \| 32 \| 20 \| 9 \| 5 \| 6 \| 35 \| 19 \| +16 \| \| 7 \| Balzan FC \| 28 \| 20 \| 8 \| 4 \| 8 \| 33 \| 29 \| +4 \| \| 8 \| Mosta FC \| 28 \| 20 \| 9 \| 1 \| 10 \| 29 \| 35 \| -6 \| \| 9 \| Hamrun Spartans FC \| 25 \| 20 \| 6 \| 7 \| 7 \| 30 \| 45 \| -15 \| \| 10 \| Sliema Wanderers FC \| 24 \| 20 \| 7 \| 3 \| 10 \| 24 \| 22 \| +2 \| \| 11 \| Gudja United P \| 26 \| 26 \| 8 \| 2 \| 16 \| 29 \| 58 \| -29 \| \| 12 \| St. Lucia FC P \| 23 \| 20 \| 6 \| 5 \| 9 \| 24 \| 33 \| -9 \| \| 13 \| Senglea Athletic \| 16 \| 20 \| 3 \| 7 \| 10 \| 21 \| 39 \| -18 \| \| 14 \| Tarxien Rainbows FC \| 4 \| 20 \| 1 \| 1 \| 18 \| 18 \| 61 \| -43 \| | Qualifications européennes - 1er : 1er tour de qualification en Ligue des champions 2020-2021 - 2e, 3e et 4e : 1er tour de qualification en Ligue Europa 2020-2021 Relégations - 12e : Barrage de relégation en First Division 2020-2021 - 13e et 14e : Relégation en First Division 2020-2021 Abréviations - T : Tenant du titre - C : Vainqueur de la FA Trophy 2019-2020 - S : Vainqueur de la Supercoupe 2019-2020 - P : Promu de First Division 2018-2019 |     |    |    |   |    |    |    |      |
| Rang | Équipe | Pts | J  | G  | N | P  | Bp | Bc | Diff |
| 1 | Floriana FC | 41  | 20 | 12 | 5 | 3  | 38 | 15 | +23  |
| 2 | Valletta FC T S | 38  | 20 | 11 | 5 | 4  | 32 | 22 | +10  |
| 3 | Hibernians FC | 37  | 20 | 11 | 4 | 5  | 34 | 20 | +14  |
| 4 | Sirens FC P | 35  | 20 | 10 | 5 | 5  | 30 | 26 | +4   |
| 5 | Birkirkara FC | 33  | 20 | 9  | 6 | 5  | 30 | 20 | +10  |
| 6 | Gzira United FC | 32  | 20 | 9  | 5 | 6  | 35 | 19 | +16  |
| 7 | Balzan FC | 28  | 20 | 8  | 4 | 8  | 33 | 29 | +4   |
| 8 | Mosta FC | 28  | 20 | 9  | 1 | 10 | 29 | 35 | -6   |
| 9 | Hamrun Spartans FC | 25  | 20 | 6  | 7 | 7  | 30 | 45 | -15  |
| 10 | Sliema Wanderers FC | 24  | 20 | 7  | 3 | 10 | 24 | 22 | +2   |
| 11 | Gudja United P | 26  | 26 | 8  | 2 | 16 | 29 | 58 | -29  |
| 12 | St. Lucia FC P | 23  | 20 | 6  | 5 | 9  | 24 | 33 | -9   |
| 13 | Senglea Athletic | 16  | 20 | 3  | 7 | 10 | 21 | 39 | -18  |
| 14 | Tarxien Rainbows FC | 4   | 20 | 1  | 1 | 18 | 18 | 61 | -43  |

### Barrage de promotion-relégation
Le match de barrage de promotion-relégation opposant le douzième de première division au troisième de deuxième division est annulé.
| 2020 |  | Annulé |  |  |  |
|      |  |        |  |  |  |

## Bilan de la saison
| Championnat de Malte de football 2019-2020      |                         |
| Champion                                        | Floriana FC (26e titre) |
| Coupes et trophées                              |                         |
| Vainqueur de la Coupe de Malte 2019-2020        | Compétition annulée     |
| Qualifications continentales                    |                         |
| Ligue des champions de l'UEFA 2020-2021         | Floriana FC             |
| Ligue Europa 2020-2021                          | Valletta FC             |
| Ligue Europa 2020-2021                          | Hibernians FC           |
| Ligue Europa 2020-2021                          | Sirens FC               |
| Promotions et relégations                       |                         |
| Promus en Championnat de Malte de football D1   | Zejtun Corinthians FC   |
| Promus en Championnat de Malte de football D1   | Lija Athletic FC        |
| Relégués en Championnat de Malte de football D2 | Aucun relégué           |